# Калуджероваць (озеро)
Калуджероваць (хорв. Kaluđerovac) — озеро в національному парку Плитвицькі озера, належить до групи Нижніх озер.

## Опис
Озеро розташоване на висоті 505 метрів. Площа 2,1 га. Максимальна глибина 13 метрів. Довжина —225 м при ширині від 70 до 100 м. 
Озеро Калуджероваць розташоване безпосередньо за течією Великих каскадів і є одним з найбільших Нижніх озер. Праворуч над озером височіє скеля висотою понад 40 метрів, тут є кілька красивих оглядових точок. В озері багато риби.
Вода з Калуджероваця переливається через 2-метровий травертиновий бар'єр, через який набережна веде до нижнього і меншого озера Новаковиця Брод.
Свою назву Калуджероваць отримав від слова Kaludjer – казали, що в печері над озером жив монах-відлюдник.

## Галерея

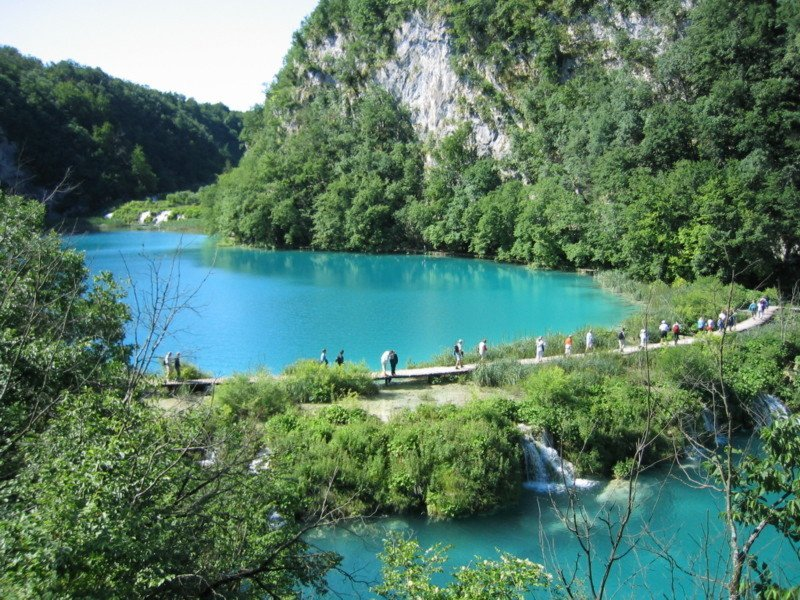
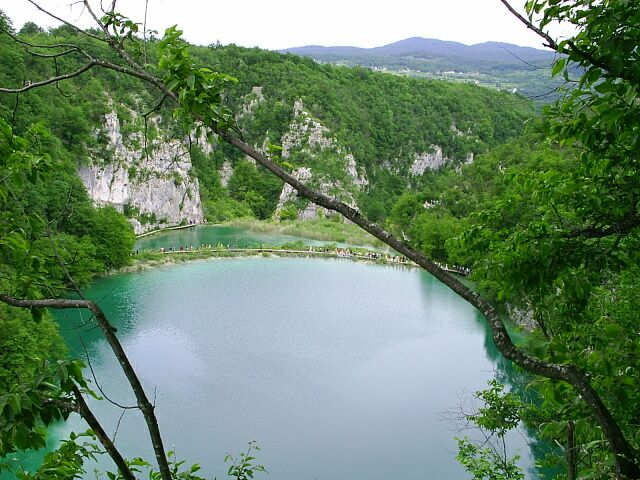